# Worms Crazy Golf
Worms Crazy Golf ist ein 2011 erschienenes Sportsimulation von Team17. Das Spiel erschien zunächst für Microsoft Windows, PlayStation 3, iOS, Mac und 2022 für den Amazon Luna. Es ist ein Ableger Worms-Reihe.

## Spielprinzip
Worms Crazy Golf ist ein 2D-Golf Spiel. Das Ziel besteht darin, einen Ball in möglichst wenigen Drehungen (oder Schlägen) vom Startpunkt auf der Karte zum Loch zu putten. Außerdem gibt es auf jeder Karte Münzen zu sammeln, mit denen man freischaltbare Gegenstände wie Kostüme, Golfschläger und Bälle kaufen kann. Darüber hinaus gibt es im Spiel Hindernisse wie Schafe, die auf dem Spielfeld explodieren können, wenn sie vom Ball getroffen werden. Außerdem gibt es Waffenkisten, die für den Spieler ein Vorteil verschaffen kann.

## Rezeption
Worms Crazy Golf erhielt durchschnittliche bis gute Kritiken. Laut Metacritic bekam die iOS-Version 85/100 Punkten und die PlayStation-3-Version bekam 61/100 Punkten. GameRankings gab die iOS-Version 81 % und die PS3-Version erhielt 64 %.
Keza MacDonald von IGN gab der iOS-Version des Spiels 9 von 10 Punkten und lobte das einzigartige Spiellayout und den Humor. GamingLives gab dem Spiel 8 von 10 Punkten, kritisierte die Kamera, lobte aber den schönen Stil des Spiels.